# 佐々木公一

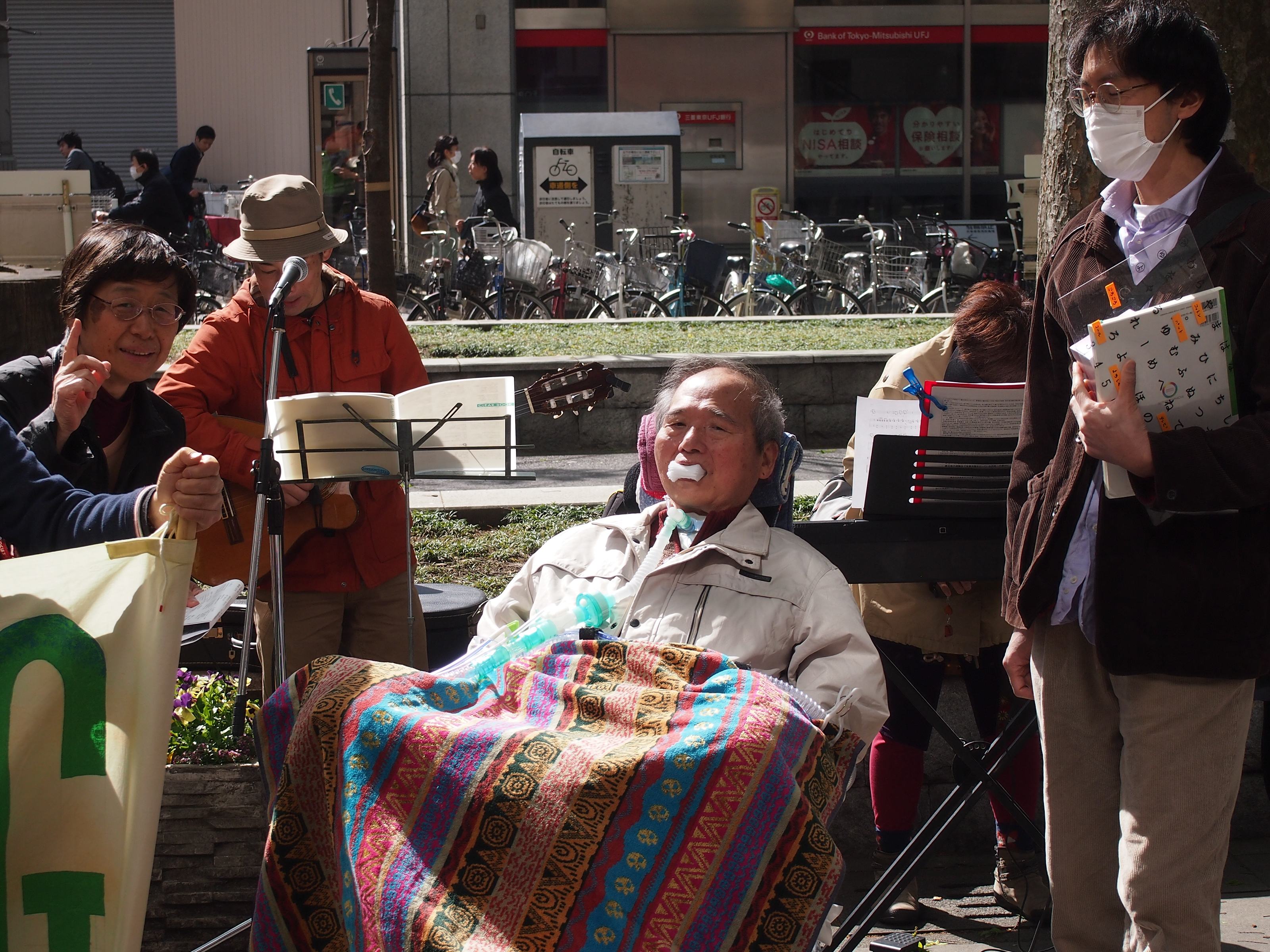
東京都府中市フォーリス前、福島支援 on song にて

佐々木 公一（ささき こういち、1947年 - ）は、香川県出身の日本の難病患者。NPO法人「わの会」理事長。

## 経歴
高松第一高等学校、中央大学法学部卒業。株式会社ベースボール・マガジン社を経て、全国建設労働組合総連合（全建総連）・東京土建一般労働組合で専従職員として勤務。
1998年、東京土建を退職。2009年、62歳で東海大学大学院修士課程修了（保健福祉学専攻）。

## ALS発症と活動
1996年春頃、右手の握力低下に気づく。6月か7月頃には、右足の動きにも異常を覚える。同年11月、東京都立神経病院で筋萎縮性側索硬化症 (ALS) との告知を受ける｡なお同年3月に、阪神・淡路大震災ボランティアに参加している。
1997年（発症二年目）、ALS患者の交流組織「希望の会｣、｢府中地域福祉を考える・わの会｣を結成。
1999年、気管切開手術（喉頭摘出）。声を失う。2000年、呼吸器装着。在宅療養を開始。
2002年4月、｢府中地域福祉を考える・わの会｣を「府中自立支援ネットワークわの会」に名称変更。2003年7月、NPO法人格取得。「わの会」と名称を変更。
2007年2月、東海大大学院健康科学研究科を受験し合格。「難病の59歳、大学院に合格 目線で文字盤を指し受験」と共同通信が報じる。
2009年秋、東海大大学院健康科学研究科、保健福祉学専攻を修了。修士論文は、「ALS患者自身ができることを見出すきっかけと促進要因」。同大学院での学位授与式の後、健康科学研究科より「特別賞」を贈られる。
特別賞授与は、難病を抱えながら2年半に及ぶ大学院での研究を続け、修士論文を完成させたことを評価したもの。同研究科教授会の賛同により、初めて同賞を設けた（東海大ニュース）。
2011年8月、「福島応援 on song・私たちはたたかう」活動開始。震災発生の2011年3月11日午後2時45分にちなみ、毎月11日の午後2時から3時まで、主としてフォーリス府中前で、歌声とともに福島応援の意志を被災地に伝える。

## 出版物・著作など
- 2005年5月　『やさしさの連鎖――難病ALSと生きる』ひとなる書房
- 2005年11月　『生きる力』岩波ブックレット

## テレビ出演など
- 2004年6月　「きらっと生きる」NHKテレビ
- 2007年2月　ETV特集「生のかたち」NHKテレビ